# La fiera (telenovela de 1978)
La fiera es una telenovela venezolana del año 1978, realizada por RCTV, fue original de Julio César Mármol, basada libremente en Los hermanos Karamázov(1880) del escritor ruso Fiódor Dostoyevski publicada en 1880.

## Trama
La historia se desarrolla en un pueblo del llano venezolano, en el cual tenemos la violenta y desleal  guerra entre dos poderosas familias de la zona: Los Meléndez y los Zambrano, guerra marcarda por la sangre y la maldad que se ha llevado a todos a su paso.
Una de las familias más poderosas es la familia Meléndez, cuyos integrantes sufren los rigores de un patriarca déspota, mujeriego y sin escrúpulos: Eleazar Meléndez, egoísta, avaro y líder de la guerra a muerte contra los Zambrano. Eleazar tuvo dos mujeres, la primera fue Ismenia, aún viva, es muda y madre de Daniel, hijo que aunque no fue reconocido se encargó de su educación;  y Dolores, ya muerta, madre de sus hijos Saúl, Elías y Magdalena. Hay además otro hijo: Abel, de madre desconocida.
Atilio Zambrano es la cabeza de la otra familia; sus hijos y sobrinos lo secundan en su lucha contra los Meléndez. Nieves es el hijo mayor, vengativo al igual que Adrián, el sobrino predilecto de Atilio. En cambio su hijo menor, recién llegado de la capital se enamora perdidamente de Magdalena Meléndez, y ese amor imposible acrecentará el odio entre las familias. Dolores, la única hija de Atilio sufre un tormento, postrada en una silla de ruedas vive aferrada al recuerdo de sus antiguos amores con Elías Meléndez, quien ahora ha regresado de la capital convertido en sacerdote, un sacrificio que hizo para salvar a su familia por tantos pecados cometidos, Elías aún a ama a Dolores, pero su condición de sacerdote hace conflictiva esta relación.
En medio de este enfrentamiento de poderes y de intrigas familiares, surge Isabel, una hermosa campesina heredera de la pobreza de esta guerra y de la dureza de la vida en el llano tropical. Allí está ella; de carácter indómito provocado por las adversidades que la ha tocado vivir pero de belleza e inocencia celestial. Daniel al conocerla se siente atraído por la particular personalidad de la muchacha y se convierte en una especie de maestro que, como en la obra Pigmalión, procurará convertir a la rebelde Isabel en una dama; sólo que el amor a veces teje sus redes en forma muy sutil y cuando la conciencia lo descubre instalado en el alma, puede ser demasiado tarde. 
Daniel no reconoce el amor que en él ha despertado aquella fierecilla que ha querido domar, pues se ha deslumbrado por la distinguida Elena, hija del Jefe Civil del pueblo. Por su parte, Isabel también ha logrado atraer a Don Eleazar, quien será capaz de cualquier cosa por lograr que la muchacha a quien él llama catirrusia, se convierta en su esposa, sin importar que tenga que enfrentarse a su propio hijo Daniel. 
Al final, la tragedia enluta a ambas familias, pero en medio del dolor, emerge una Isabel Blanco, rica y poderosa, dispuesta a ser feliz con el gran amor de su vida: Daniel Meléndez.

## Elenco
- Doris Wells † como Isabel Blanco
- José Bardina † como Daniel Meléndez
- Carlos Márquez † como Eleazar Meléndez
- Tomás Henríquez † como Atilio Zambrano
- Gustavo Rodríguez † como Saúl
- Mary Soliani como Magdalena Meléndez
- Orlando Urdaneta como Néstor
- Helianta Cruz como Dolores
- Lucio Bueno † como Padre Elías
- Argenis Chirivela † como Abel
- Daniel Alvarado como Adrián Zambrano
- América Barrios † como Doña Carmen
- Luis Calderón † como Sacerdote
- Martha Carbillo como Rosa Blanco
- Romelia Agüero como La Chinga
- Eduardo Cortina † como Brujo Tobias Jurado
- Domingo Del Castillo † como Jefe Civil
- Verónica Doza como Juana
- Pedro Durán como Policía Rafael
- Guillermo Ferrán
- Gerónimo Gómez †
- Mauricio González como Nieves
- Violeta González † como María
- Hazel Leal como Chuita
- Yalitza Hernández como Chabelita
- Reinaldo Lancaster †
- Agustina Martín † como Sara
- Esther Orjuela †
- Yajaira Orta
- Loly Sánchez
- Elisa Stella como Ismenia
- Virginia Vera
- Cecilia Villarreal como Elena

## Producción
- Argumento y diagramación de: José Ignacio Cabrujas, José A. Guevara, Oscar Moraña
- Diálogos: Julio César Mármol, Alicia Barrios
- Tema musical: Amor del arroyuelo
- Autor: Juan Vicente Torrealba
- Intérprete: Natalia
- Escenografía: Manuel Mérida
- Iluminación: Freddy Fonseca
- Montaje musical: Jacobo Pardo, Julie Paulin
- Coordinación: Omar Pin
- Edición: José Martín
- Dirección: César Enríquez

## Versiones
"La Fiera" fue escrita Julio César Mármol, de la cual ya se hicieron otras versiones:
- Pura sangre: Producida por Henry Márquez en 1994 para RCTV (Venezuela); protagonizada por Lilibeth Morillo y Simón Pestana. Esta versión mantuvo el mismo libreto original.

- Piel salvaje: Adaptado por Martín Hahn en 2015, producida por RCTV Producciones (Venezuela); protagonizada por Irene Esser y Carlos Felipe Álvarez. Esta versión cuenta con un libreto libre.

- Datos: Q6461369